# Salvatore Quasimodo
Salvatore Quasimodo (Modica, 1901. augusztus 20. – Nápoly, 1968. június 14.) szicíliai származású olasz baloldali elkötelezettségű költő, műfordító, kritikus. Nagy műgonddal megírt, elégikus hangú verseivel az úgynevezett hermetizmus költői irányzatának egyik elindítója volt. A második világháború utáni költészetéért 1959-ben irodalmi Nobel-díjjal tüntették ki. Többször járt Magyarországon, 1961-ben Balatonfüreden gyógykezeltette magát és több versében is a balatoni tájról és Füredhez kötődő érzelmeiről írt, még fát is ültetett a Balaton-parti sétányon.

## Élete
Salvatore Quasimodo 1901. augusztus 20-án született a szicíliai Modicában. Vasúti állomásfőnök fia lévén gyerekkora szüntelen utazásban, költözésben telt. A középiskolát a messinai reálgimnáziumban végezte el, matematika-fizika szakon. A Messinában kötött baráti kapcsolatai később igen meghatározó szerepet játszottak költészetében. Tizennyolc évesen elhagyta Szicíliát és Rómába költözött, ahol a műszaki egyetem hallgatója lett. Tanulmányait azonban anyagi okok miatt hamarosan felfüggesztette, így aztán a munka mellett az őt jobban érdeklő irodalomnak és a költészetnek szentelhette idejét. Megtanult görögül és latinul, valamint Dante, Petrarca, Tasso, Platón, Hippói Szent Ágoston és Spinoza műveit tanulmányozta. 
1926-ban visszatért Dél-Olaszországba, ahol Reggio Calabria polgári műszaki szolgálatának alkalmazottjaként dolgozott. Költészete itt új lendületet kapott: felvette a kapcsolatot messinai barátaival, s a velük töltött beszélgetések és eszmecserék mentén alakult ki Quasimodo költői nyelvezete, s közeledett a hermetizmus felé. Jórészt ebben az időben keletkeztek első kötetének versei. 
1929-ben sógora hívására Firenzébe költözött, aki bevezette őt a Solaria irodalmi folyóirat körébe, s bemutatta többek közt Eugenio Montalénak is. Ennek a folyóiratnak a hasábjain jelentek meg Quasimodo első versei, majd nem sokkal később, 1930-ban adta ki első verseskötetét Acque e terre (Vizek és földek) címmel, mely igen kedvező fogadtatásban részesült. Két évvel később újabb kötete jelent meg, az Oboe sommerso (Elmerült oboa), majd ugyanebben az évben még egy, az Odore di eucalyptus e altri versi (Eukaliptuszillat és más versek). Rövid kitérők után 1934-ben Milánóba költözött, ahol hamarosan tagja lett egy költőkből, zenészekből, festőkből és szobrászokból álló baráti társaságnak. 1936-ban új kötete jelent meg, az Erato e Apollion (Erato és Apollón), mely után méltán sorolták a legkiemelkedőbb hermetista költők közé. 
A mindez idáig a polgári műszaki szolgálat alkalmazottjaként dolgozó Quasimodo 1938-ban elhagyta a mérnöki pályát, és szerkesztői munkába kezdett. Ugyancsak ebben az évben jelent meg első antológiás kötete Poesie (Versek) címmel, benne néhány új költeménnyel (Nuove poesie). Fordítói munkásságának eredményeként került kiadásra a Lirici greci (Görög lírikusok) című kötet 1940-ben. Irodalmi tevékenységének egyértelmű elismeréseként tanári állást kapott a milánói Giuseppe Verdi Konzervatórium Irodalom Tanszékén, ahol aztán egészen 1964-ben bekövetkezett haláláig tanított. 1942-ben új kötete jelent meg, az Ed è subito sera (És mindjárt este van), mely magába foglalta Quasimodo már korábban megjelent verseit is. 
A második világháború alatt lefordította János evangéliumát, Catullus néhány költeményét, valamint részleteket az Odüsszeiából. Ekkor írt verseinek gyűjteménye az 1948-ban megjelent Giorno dopo giorno (Nap nap után), mely tartalmazta az egy évvel korábban Con il piede straniero sopra il cuore (Míg idegen láb taposott szívünkön) címmel megjelent verseit is. Ugyanebben az évben, első feleségének 1946-ban bekövetkezett halálát követően, ismét megnősült. Egy év múlva újabb verseskötetet publikált, a La vita non è sogno címűt (Az élet nem álom). 1950-ben San Babila díjjal tüntették ki, 1953-ban pedig az Etna-Taormina díjjal. 1954-ben újabb versei jelentek meg Falso e vero verde (A valóság és a látszat zöldje) címmel, az 1956-ban kiadott La terra impareggiabile (A felülmúlhatatlan föld) kötetéért pedig Viareggio díjban részesítették. 
Még az év végén, a Szovjetunióba tett látogatása során infarktust kapott, így csak 1959 áprilisában térhetett haza. Ebben az évben, költészetének legnagyobb elismeréseként, neki ítélték az irodalmi Nobel-díjat, melyet december 10-én vehetett át a svéd király kezéből. Az ez alkalommal tartott beszéde, az Il poeta e il politico (A költő és a politikus) egy későbbi tanulmánykötetének címadója lett. A következő években sokat utazott szerte Európában és Amerikában, konferenciákat és irodalmi esteket tartott, valamint latin klasszikusokat és Shakespeare-t fordított. Munkássága lassan világszerte ismertté vált. 1966-ban publikálta utolsó verseskötetét Dare e avere címmel (Tartozik – követel). Munkájának elismeréséül két egyetem, a messinai és az oxfordi is Laurea honoris causa kitüntetéssel díjazta. 
1968. június 14-én halt meg agyvérzés következtében, Nápolyban.

## Pályaképe

### A költő
Quasimodo 1930-ban megjelent első verseskötetének (Acque e terre) központi témája a költő szülőföldje, Szicília, gyermekkorának mesés és csodálatos színhelye. A verseket mind áthatja a szülőföld iránt érzett szeretetteljes nosztalgia, egyfajta fájdalom érzése, mely az elveszett boldogság utáni vágyakozásból fakad. Istenhez való viszonyát szüntelen gyötrődés kíséri. Nyelvezetének alapvető jellemzői a határozott névelő nélküli főnevek és többes számok, valamint a prepozíciók tágértelmű használata, mely jegyek a korai francia szimbolizmusból való átvételek. A dekadens és szimbolista hagyományok mellett kiemelkedő hatással volt Quasimodóra a szicíliai vidéki élet ábrázolásában a romantikus-verista Giovanni Verga is, akinek a témái hermetista átdolgozásban kerülnek a kötetbe.
A dekadens életérzés egyre erőteljesebbé válik az Oboe sommerso és az Erato e Apollion című kötetekben, újra és újra előkerülnek az elvágyódás, az útra kelés, a vándorlás és a szülőföld iránt vágyakozás motívumai. Szicília, mint egy rejtéllyel, mítoszokkal teli szürreális vidék jelenik meg. Költészetének ebben a szakaszában háttérbe szorulnak a realista elemek, pontosabban az eddig helyesen fennálló egyensúly realizmus és hermetizmus között eltolódott ez utóbbi irányába.
A hermetista jegyek túlsúlya a Nuove poesie ciklusban visszaszorult, köszönhetően Quasimodo ebben az időszakban megindult fordítói tevékenységének. Megmaradtak azonban a kihagyásos mondatszerkezetek, a hermetista mondatszövés, a metaforahasználat, a vergai reminiszcenciák és témák, mindezek azonban zártabb, összetettebb egészet alkotván. Költői nyelvezetének érettségéről tanúskodik Ed è subito sera című kötete, melyben már korábban megjelent verseit szedi kronologikus sorrendbe, kezdve a legkorábbiakkal, finom metrikai, stilisztikai, verstani javításokkal ellátva közülük nem egyet. E módosításokkal nem a korábban megjelent kötetek szellemét tagadja meg a költő, hanem egyensúlyba igyekszik hozni a realista és a hermetista jegyeket, valamint a metaforikus-elliptikus és a klasszikus mondatszerkezeteket.
A második világháború borzalmai megváltoztatták Quasimodo költői nyelvezetét és ars poeticáját. Szakított a hermetizmussal és kilépett szűkebb hazájának környezetéből, csatlakozva az egyetemes európai, humanista áramlatokhoz. A monológok helyett inkább párbeszédet szeretett volna folytatni közönségével, s költeményeiben újfajta társadalmi elhivatottság- és felelősségtudat jelenik meg. Megélénkül fordítói és színikritikusi tevékenysége. A Giorno dopo giorno című kötet nyelvezete már jóval dallamosabb és érthetőbb előző költeményeinél, megtartva ugyanakkor a Vergától örökölt verista képi elemeket. A versek központi témáját a háborús élmények adják. A La vita non è sogno ugyanezeket a jegyeket hordozza, sok azonban benne az önéletrajzi és hazafias ihletettségű költemény, melynek következtében a hangnem inkább szónoki, semmint lírai jelleget ölt. Létbizonytalanságról árulkodik már címében is az Il falso e vero verde kötet. A Nobel-díjas La terra impareggiabile költeményei túlnyomórészt az atomháborúval (Ancora dell’inferno), a fogyasztói társadalommal (In questa città), valamint a nagyvárosok bűnügyeivel (Notizia di cronaca) foglalkoznak, találunk közöttük azonban múltbeli helyeket és személyeket felidéző verseket is (Al padre, Un’anfora di rame). Utolsó, 1966-ban publikált Dare e avere című verseskötete már nyugodtabb, megbékéltebb hangvételű, melyben az élet-halál motívum központi helyet kap.

### A műfordító és a kritikus
Quasimodo irodalmi munkásságában kiemelkedő szerepet játszik műfordítói tevékenysége, saját nyelvezetét kölcsönözve a fordított íróknak, költőknek. Fordított görög költőket, részleteket az Odüsszeiából, Vergilius Georgicájából, Ovidius Átváltozások című művéből; Aiszkhülosztól egy (Le Coefore - Az áldozatvivők), Szophoklésztől két (Edipo re – Oidipusz király; Elettra - Elektra), Shakespearetől öt (Romeo e Giulietta – Rómeó és Júlia, Riccardo III – III. Richard, Macbeth – Macbeth, Otello – Othello) tragédiát; Molière-től egy (Tartufo – Tartuffe) komédiát; lefordította János evangéliumát, valamint verseket Petőfitől, Mickiewicztől, Poundtól, Cummingstól, Aikentől, Nerudatól és Vapcarovtól. Kritikai munkásságának gyűjteménye a Scritti sul teatro című, 1961-ben megjelent kötete.

## Salvatore Quasimodo Nemzetközi Költőverseny

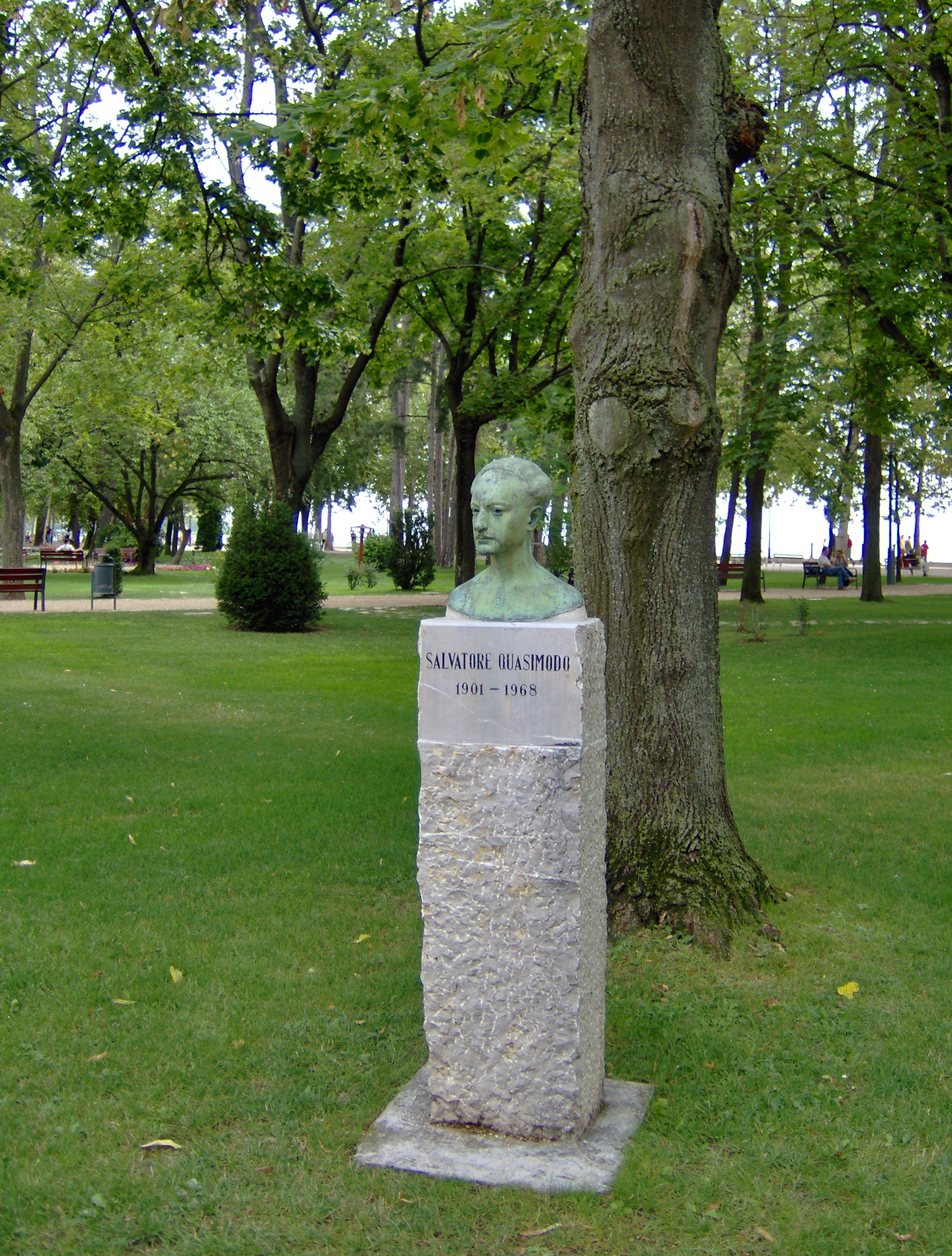
Salvatore Quasimodo szobra Balatonfüreden

Quasimodo 1961-ben Balatonfüreden nyerte vissza egészségét. Gyógyulása emlékére fát ültetett a Tagore-sétányon és versben örökítette meg a balatoni tájat. A Tagore-sétányon állították fel mellszobrát. 1992 óta minden évben nemzetközi költőversenyt és költőtalálkozót rendeznek Balatonfüreden Salvatore Quasimodo tiszteletére.
Lásd mégː 20 év, 20 vers. Salvatore Quasimodo versünnep Balatonfüreden, 1993–2012. Nagydíjas versek; szerk. Cserép László, Praznovszky Mihály; Balatonfüred Városért Közalapítvány, Balatonfüred, 2012 (Tempevölgy könyvek)

## Magyarul
- Hazatérések. Válogatott költemények; szerk., bev. Szabó György, ford. Képes Géza; Európa, Bp., 1960
- Arghezi–Brecht–Quasimodo: Versek; vál., ford., utószó Lőrinczi László; Irodalmi Kiadó, Bukarest, 1963
- Salvatore Quasimodo legszebb versei; vál., ford., előszó Lőrinczi László; Albatrosz, Bukarest, 1979
- Nyitott ív; vál., ford., bev., utószó Képes Géza; Békés Megyei Könyvtár, Békéscsaba, 1982
- Föld. Válogatott költemények; vál. Szénási Ferenc, ford. Egressy Zoltán et al., előszó Turcsány Péter; Kráter Műhely Egyesület, Bp., 1994 (Colosseum)
- Lőrinczi László: Szezám hét költőhöz. Műfordítások Mihai Eminescu, Tudor Arghezi, Federico Garcia-Lorca, Bertolt Brecht, Giuseppe Ungaretti, Salvatore Quasimodo és Cesare Pavese verseiből; közrem. Bántó Anikó, Bántó István; Arvin Press, Bucureşti, 2003